# Blue Movie (film, 1978)
Pour les articles homonymes, voir Blue Movie.
Pour plus de détails, voir Fiche technique et Distribution.
Blue Movie est un film d'épouvante érotique italien réalisé par Alberto Cavallone et sorti en 1978.

## Synopsis
Une femme échappe à une tentative de viol et se retrouve capturée par un photographe sadomasochiste qui, choqué par son expérience dans les territoires en guerre, déverse ses perversions sur les pauvres malheureux de service. Il est notamment adepte de scatophilie.

## Fiche technique
- Titre original italien : Blue Movie[1]
- Réalisation : Alberto Cavallone
- Scénario : Alberto Cavallone
- Photographie : Maurizio Centini
- Montage : Alberto Cavallone
- Production : Martial Boschero
- Société de production : Anna Cinematografica
- Pays de production :  Italie
- Langue originale : italien
- Format : couleur par Technicolor - 1,33:1 - Son mono - 35 mm
- Genre : film d'épouvante érotique
- Durée : 81 minutes
- Dates de sortie : 
  - Italie : 10 août 1978

## Distribution
- Claudio Mariani : Claudio
- Danielle Dugas : Silvia
- Dirce Funari : Daniela
- Leda Simonetti : Leda
- Joseph Dickson : Nègre
- Giovanni Brusatori : barman